# Dolichognatha
Dolichognatha là một chi nhện trong họ Tetragnathidae.